# 華德斯
華德斯 ，ISO ，BBS（1920年11月5日—2016年1月27日），香港教育家、建築學家及建築保育專家。他生於英格蘭諾域治，在第二次世界大戰期間被徵召加入英國皇家工兵，後於1946年退伍。他於1969年至1972年間擔任摩理臣山工業學院首任校長，1974年起任教育司署助理教育司（工業）。1980年從公務員隊伍退休後回英國，並考入羅浮堡大學教育學系。華德斯先後於1980年及1985年獲哲學碩士及哲學博士。他生前是香港董事學會資深會員、特許建造學會資深會員、皇家公共衛生協會資深會員及特許管理學會仲會員。
華德斯於1996年至2001年間擔任皇家亞洲學會香港分會會長，其後成為學會的名譽資深會員。他於1990年至1998年間獲政府委任為古物諮詢委員會委員。
華德斯亦是一名學者。他曾出版多本關於香港學、工業教育、建築學及保育的書籍和學術論文，亦於《香港皇家亞洲學會報》投稿學術文章。

## 早年經歷
1920年11月，華德斯出生於英格蘭諾域治。第二次世界大戰期間，他加入了英國陸軍。1939年，華德斯被派駐英國皇家工兵部隊第249野戰連（249 Field Company），並隨第八集團軍前往北非戰場。北非戰役結束後，他被送往意大利。華德斯的部隊於雪崩行動間在意大利薩雷諾登陸，期間他被地雷所傷。此後他參與了鵝卵石行動。華德斯因其優異軍旅服務獲得戰報傳令嘉獎。1946年9月，他在意大利的里雅斯特退伍並返回英國。
戰後，華德斯加入其曾祖父於1853年創立的建築公司並擔任執行董事，負責復修舊建築。他曾入讀諾域治城市學院建築科學課程，其後留於學院授課。

## 公職生涯

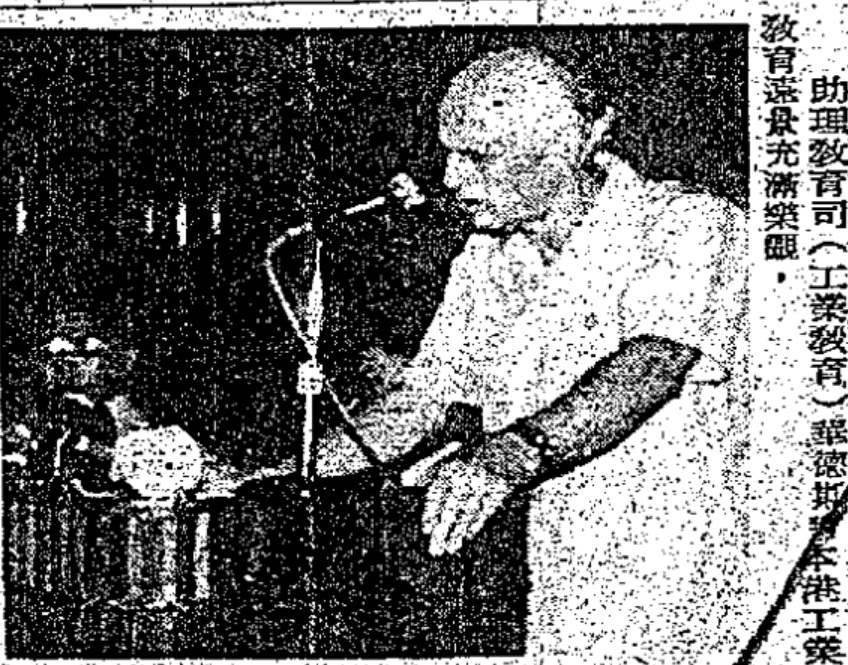
1980年8月20日，華德斯在九龍西區扶輪社講述香港工業教育前景，相片由華僑日報於翌日刊登。

1954年秋天，華德斯加入英國殖民地部，其職級為教育主任（工業）。殖民地部委派華德斯乘廣東號客輪（RMS Canton）前往香港向教育司署報到。教育司署分派他到位於灣仔活道的香港工業專門學院（今香港理工大學）擔任建築學系高級講師。1963年，華德斯升任系主任。1969年，教育司署批准華德斯擔任摩理臣山工業學院首任校長（今香港專業教育學院摩理臣山分校）。
1972年，華德斯轉至教育司署工作，協助香港政府籌辦更多工業學院。1974年至1980年間，華德斯擔任助理教育司（工業）。他的教育理念是因材施教，並認為傳統學術教育並不適合所有人，應該在社會推展職業先修教育。他亦認為香港訓練局要加強訓練香港工業教師以提升職業訓練水平。
1980年，華德斯從香港公務員隊伍退休，同年12月31日他因對大英帝國的傑出服務獲英女皇授予帝國服務勳章。

### 返回英倫求學
華德斯退休後考入羅浮堡大學教育學系。他於1982年獲哲學碩士學位，並於1985年獲哲學博士學位。華德斯的碩士論文題為《The technical institutes in Hong Kong 1969 to 1980: A study of their development》（1969年至1980年間的香港工業學院：發展研究論文），他的博士論文題為《The planning of craft and technician education in Hong Kong 1957 to 1982》（1957年至1982年香港的手藝及工業教育計劃）。

### 古蹟保育工作
華德斯於1990年至1998年間擔任古物諮詢委員會委員。
1998年，時任香港特別行政區行政長官董建華向華德斯頒發銅紫荊星章，以表揚他對香港古蹟保育的貢獻及在古物諮詢委員會的傑出服務。
油麻地天后廟於2020年被定為香港法定古蹟，發展局在提交給立法會的文件中引用了華德斯1999年的著作《The Temples off Public Square Street》。

## 個人生活與逝世
華德斯與陳麗冰（Vera Chan Lai-hing）在1960年4月21日於聖安多尼堂結婚。陳麗冰曾於渣打銀行（香港）任職經理，於1974年被選為首位女性香港十大傑出青年。她及後亦有華慧娜（Vera Waters）的別稱。
運動方面，華德斯在57歲時獲得空手道黑帶。他亦是香港70歲以上公開組800米及1500米賽跑紀錄保持者。
2006年1月，華德斯氏夫婦在皇家亞洲學會香港分會及香港公共圖書館聯合舉辦的「One couple two cultures : Western-Chinese couples talk about love and marriage」（兩種文化的伴侶：中西伴侶談愛情與婚姻）座談會中主講，內容其後被收錄於「香港口述歷史特藏 - 移民、少數族裔、居港外籍人士」。
2016年1月27日，華德斯於香港逝世，享年94歲。香港理工大學李嘉誠樓旁的草地有一路燈以華德斯命名，紀念其對香港教育的傑出貢獻。

## 獎項與榮譽

### 民事榮譽
- 官守太平紳士（1974年－1980年，從香港政府退休後失去）
- 帝國服務勳章（1980年）
- 銅紫荊星章（1998年）

### 學術榮譽
- 特許管理學會仲會員
- 特許建造學會資深會員
- 香港董事學會資深會員
- 皇家公共衛生協會資深會員
- 皇家亞洲學會名譽資深會員
- 嶺南大學榮譽院士（2014年）
- 特許建造學會（香港分會）建造業榮譽獎（2014年）[24]

### 軍事榮譽
- 1939年至1945年戰爭獎章（英语：War Medal 1939–1945）加扣戰報傳令嘉獎（英语：Mentioned in dispatches）（獎章勛帶配銅橡葉加敘勳扣）
- 防衛獎章（英语：Defence Medal (United Kingdom)）
- 1939年至1945年星章
- 非洲星章（英语：Africa Star）（加扣第8集團軍號「8」）
- 意大利星章（英语：Italy Star）[4]

## 出版
- Understanding Technical English（1977），Dan Waters及Ken Methold合著[5][25]
- 21st Century Management: Keeping Ahead of the Japanese and Chinese（1991），ISBN 9780139323447
- The Economics and Financing of Hong Kong Education（1992）[25]
- Faces of Hong Kong: An Old Hand's Reflections（1995），ISBN 9780133247572
- One couple two cultures : 81 Western-Chinese couples talk about love and marriage（2005），ISBN 9789889761004

## 外部連結
- 華德斯於職業訓練局的網頁 （页面存档备份，存于）
- 職業訓練局 VPET Repository 收錄由華德斯所著的學術文章 （页面存档备份，存于）